# 바이지
양쯔강돌고래(Lipotes vexillifer)는 장강(양쯔강)에 살았던 강돌고래의 멸종된 일종이다. 바이지 또는 바이지툰(중국어: 白鱀豚, 병음: báijìtún)라고도 부른다.

## 상태
2006년 12월 4일, 신화통신사는 30여 명의 학자들을 동원한 6주 간의 조사를 통해 양쯔강에서 양쯔강돌고래가 멸종한 것으로 추정된다고 보도했다. 12월 13일, 중국정부는 이를 공식확인했다. 이것이 사실이라면 인간의 활동으로 멸종한 첫 고래목의 동물이라고 확실시된다. 이 결과는 2007년 8월 7일, 학술지 Biology Letters에 발표되었으므로, 범세계적인 학자들로 구성된 연구단의 폭넓은 추가조사가 없는 한, 이 고래목의 동물은 멸종되었다고 볼 수 있다. 그러나 멸종 발표 이후 얼마 지나지 않아 느닷없이 양쯔강돌고래가 발견되었다. 2016년에 또 발견되었다.
이후 IUCN 레드 리스트에서 절멸이 아닌 절멸위급종(CR) 등급으로 지정됐다. 오늘날까지도 여러곳에서 목격담이 많다는 것이 절멸 등급이 아닌 이유이다. 과학자들은 사실상 멸종이거나 일부 개체가 살고 있을 거라고 추측하고 있다.

## 계통 분류
다음은 비남아시아 강돌고래의 계통 분류이다.
|  | 아라과이아강돌고래 |
|  |                    |

|  | 아마존강돌고래 |
|  |                |

|  | 아라과이아강돌고래 |
|  |                    |

|  | 아마존강돌고래 |
|  |                |

|  | 볼리비아강돌고래 |
|  |                  |

|  | 아라과이아강돌고래 |
|  |                    |

|  | 아마존강돌고래 |
|  |                |

|  | 아라과이아강돌고래 |
|  |                    |

|  | 아마존강돌고래 |
|  |                |

|  | 볼리비아강돌고래 |
|  |                  |

|  | 아라과이아강돌고래 |
|  |                    |

|  | 아마존강돌고래 |
|  |                |

|  | 아라과이아강돌고래 |
|  |                    |

|  | 아마존강돌고래 |
|  |                |

|  | 볼리비아강돌고래 |
|  |                  |

|  | 아라과이아강돌고래 |
|  |                    |

|  | 아마존강돌고래 |
|  |                |

|  | 아라과이아강돌고래 |
|  |                    |

|  | 아마존강돌고래 |
|  |                |

|  | 볼리비아강돌고래 |
|  |                  |

|  | 아라과이아강돌고래 |
|  |                    |

|  | 아마존강돌고래 |
|  |                |

|  | 아라과이아강돌고래 |
|  |                    |

|  | 아마존강돌고래 |
|  |                |

|  | 볼리비아강돌고래 |
|  |                  |

|  | 아라과이아강돌고래 |
|  |                    |

|  | 아마존강돌고래 |
|  |                |

|  | 아라과이아강돌고래 |
|  |                    |

|  | 아마존강돌고래 |
|  |                |

|  | 볼리비아강돌고래 |
|  |                  |

|  | 아라과이아강돌고래 |
|  |                    |

|  | 아마존강돌고래 |
|  |                |

|  | 아라과이아강돌고래 |
|  |                    |

|  | 아마존강돌고래 |
|  |                |

|  | 볼리비아강돌고래 |
|  |                  |

|  | 아라과이아강돌고래 |
|  |                    |

|  | 아마존강돌고래 |
|  |                |

|  | 아라과이아강돌고래 |
|  |                    |

|  | 아마존강돌고래 |
|  |                |

|  | 볼리비아강돌고래 |
|  |                  |

## 같이 보기
- 갠지스상어
- 홀로세 멸종
- 고래류의 종 목록